# 新西蘭衛生部
新西蘭衛生部（英語：Ministry of Health，毛利語：Manatū Hauora）是新西兰政府一個负责該國医疗保健事務的公共服务部门。1903年，一些政府部门合并組建新西蘭衛生部。